# 苯乙醇胺N-甲基转移酶
苯基乙醇胺N-甲基转移酶（英語：Phenylethanolamine N-methyltransferase；PNMT）是一个存在于肾上腺髓质的酶，其将去甲肾上腺素转换为肾上腺素。
此酶受皮质醇的正影响，后者由肾上腺皮质产生出来。
S-腺苷-L-甲硫氨酸（SAM）是一个需要用的辅因子。

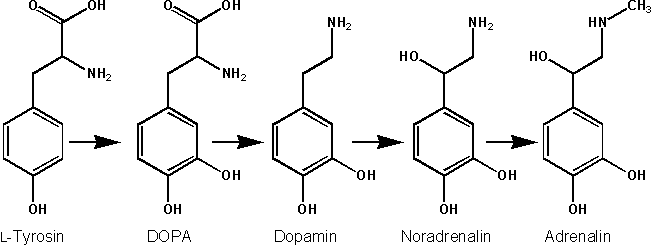
苯基乙醇胺N-甲基转移酶在合成肾上腺素的最后步骤中施行转换